# Saint-Ouen-sur-Maire
Saint-Ouen-sur-Maire is een plaats en voormalige gemeente in het Franse departement Orne in de regio Normandië en telt 108 inwoners (2009). De plaats maakt deel uit van het arrondissement Argentan.

## Geschiedenis
De gemeente maakte deel uit van het kanton Écouché totdat dit op 22 maart werd opgeheven en de gemeenten werden opgenomen in het op die dag gevormde kanton Magny-le-Désert. Op 1 januari 2016 fuseerde de gemeente met Batilly, La Courbe, Écouché, Loucé en Serans tot de commune nouvelle Écouché-les-Vallées.

## Geografie
De oppervlakte van Saint-Ouen-sur-Maire bedraagt 5,2 km², de bevolkingsdichtheid is dus 20,8 inwoners per km².
De onderstaande kaart toont de ligging van Saint-Ouen-sur-Maire met de belangrijkste infrastructuur en aangrenzende gemeenten.

## Demografie
Onderstaande figuur toont het verloop van het inwonertal (bron: INSEE-tellingen).
Batilly · La Courbe · Écouché · Fontenai-sur-Orne · Loucé · Saint-Ouen-sur-Maire · Serans